# Comuna Țar Kaloian, Razgrad
Țar Kaloian (în bulgară Цар Калоян) este o comună în regiunea Razgrad, Bulgaria, formată din orașul Țar Kaloian și satele Ezerce și Kostandeneț. 

## Demografie
Componența etnică a comunei Țar Kaloian
     Bulgari (26,67%)
     Turci (69,47%)
     Nicio identificare (3,53%)
     Altele (0,59%)
La recensământul din 2011, populația comunei Țar Kaloian era de 6.192 locuitori. Din punct de vedere etnic, majoritatea locuitorilor (69,47%) erau turci, cu o minoritate de bulgari (26,67%). Pentru 3,53% din locuitori nu este cunoscută apartenența etnică.